# Kibune
Kibune (貴船村, Kibune-mura) est un secteur de l'arrondissement de Sakyō-ku de la ville de Kyoto, et un ancien village de la préfecture de Kyoto, au Japon.

## Géographie

### Situation
Le village de Kibune est voisin de celui de Kurama, dans la ville de Kyoto, au Japon. Il est entouré par les monts Kibune et Kurama, et traversé par la rivière Kibune.

## Histoire
Kibune est un village mentionné, en 818, dans les Nihonkiryaku (日本記略). Le nom de ce village a été décidé en l'an 4 de l'ère Meiji (1868-1912).
La poétesse de l'époque de Heian (794–1185), Izumi Shikibu, est allée prier au sanctuaire Kifune. Administré directement par le sanctuaire éponyme, le village de Kibune faisait alors partie du district d'Otagi (ja), et est fusionné au village de Kurama (鞍馬村) le 1er avril 1889, qui à son tour est fusionné à l'arrondissement de Sakyō de Kyoto le 1er avril 1949.
En 1926, la gare Kuramaguchi a été ouverte.

## Culture locale et patrimoine
Le sanctuaire shinto Kifune-jinja s'y trouve.